# Serial Attached SCSI
Serial Attached SCSI (SAS) är en vidareutvecklad teknik som bygger på SCSI-standarden. SAS skickar SCSI-kommandon över en seriell buss istället för parallellt som tidigare SCSI-standarder.
SAS-hårddiskar är oftast snabbare (har lägre latens) än en SATA-ansluten hårddisk beroende på högre varvtal. En snabb SATA-hårddisk roterar med 10 000 varv per minut, medan SAS-hårddiskar kan rotera med upp till 15 000 varv per minut. Överföringshastigheten kan dock vara snabbare på en modern SATA-disk då informationen är tätare packad, så även om rotationshastigheten är lägre läses mer data per tidsintervall.
SAS är hårdvarumässigt kompatibel med SATA. Man kan i de flesta fall koppla SATA-hårddiskar på en SAS-kontroller men inte tvärt om.
I dagsläget kan tekniken upplevas dyr för konsumenter och används mest i servrar. SAS-kontrollern är antingen integrerad på moderkortet eller på ett separat PCIe-kort. Kontrollerkorten har ofta RAID-funktionallitet.